# Вчелінце
Вчелінце (словац. Včelince) — село, громада в окрузі Рімавска Собота, Банськобистрицький край, Словаччина. Кадастрова площа громади — 13,12 км². Населення — 797 осіб (за оцінкою на 31 грудня 2017 р.).
Перша згадка 1332 року.

## Географія
Протікає Губовський потік.

## Населення
| Рік:            | 1994. | 2004.    | 2014.   | 2024.   |
| --------------- | ----- | -------- | ------- | ------- |
| Кількість осіб: | 680   | 763      | 785     | 816     |
| Різниця:        |       | +12,20 % | +2,88 % | +3,94 % |

| Рік:            | 2023. | 2024.   |
| --------------- | ----- | ------- |
| Кількість осіб: | 809   | 816     |
| Різниця:        |       | +0,86 % |